# Chaîne d'union
Une chaîne d'union est une chaîne matérielle ou symbolique formée par des hommes et des femmes qui partagent un lien fraternel.
La chaîne d'union est un élément important de la symbolique du compagnonnage ou de la franc-maçonnerie mais peut 
se retrouver aussi dans d'autres démarches, rituels, cérémonies.